# Sexado

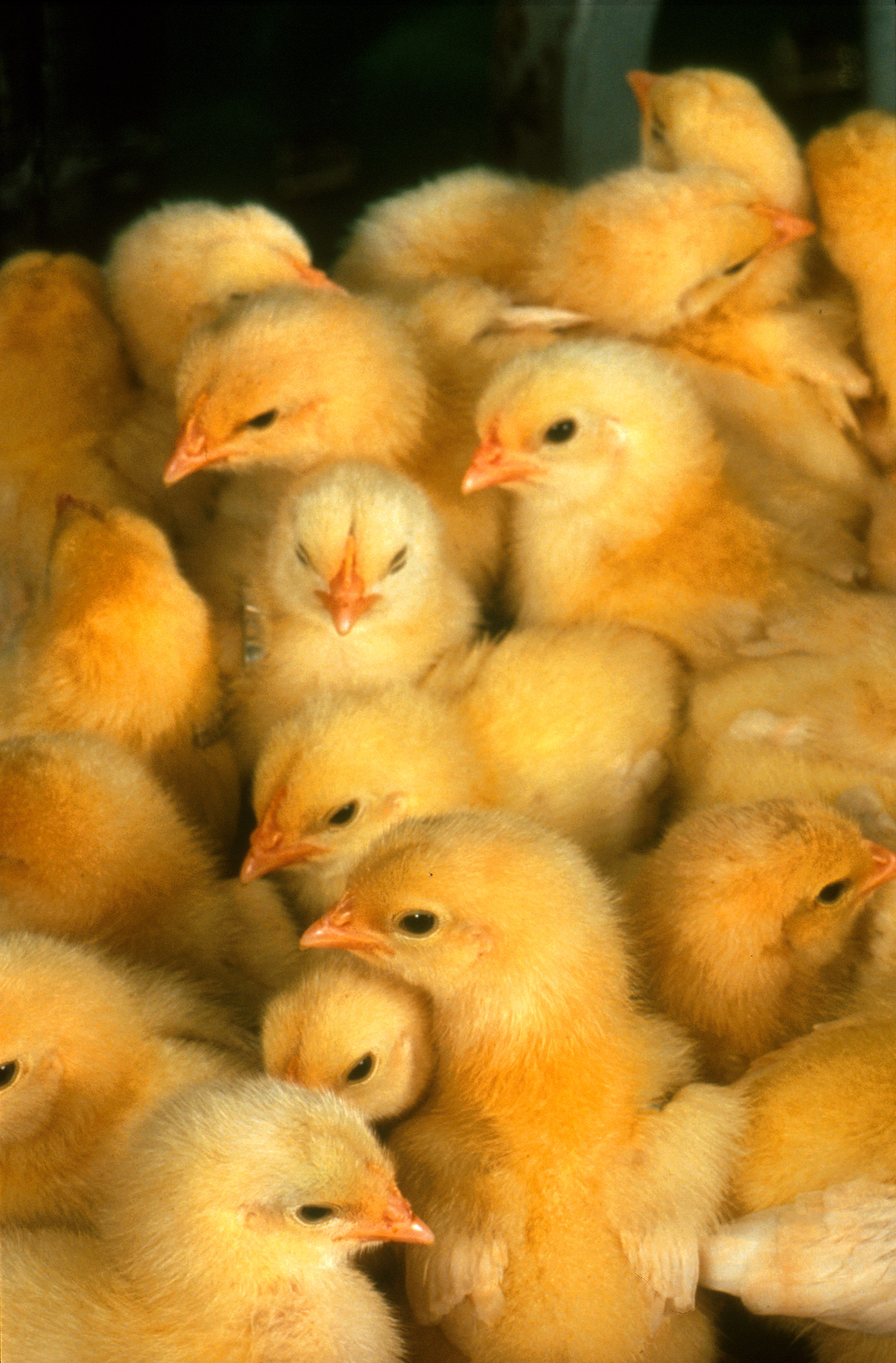
Pollitos antes de ser sexados y separados entre pollos y gallinas.

El sexado es un método para determinar el sexo de un animal. Puede realizarse por análisis de ADN, por comportamiento o por caracteres morfológicos.
Por ADN
El sexado se realiza analizando una prueba de ADN (normalmente saliva, pelo o sangre) en busca de cromosomas sexuales.
Por comportamiento
En muchas especies animales existe una diferencia de comportamiento entre los sexos. En las aves, por ejemplo, los machos suelen ser los únicos en exhibir un canto y muestran un comportamiento más agresivo.
Por caracteres morfológicos